# Крепча
Кре́пча (болг. Крепча) — село в Тирговиштській області Болгарії. Входить до складу общини Опака.

## Населення
За даними перепису населення 2011 року у селі проживали 1303 особи.
Національний склад населення села:
| Національність   | Кількість осіб | Відсоток |
| ---------------- | -------------- | -------- |
| турки            | 1109           | 99,5%    |
| болгари          | 6              | 0,5%     |
| цигани           | 0              | 0%       |
| інша             | 0              | 0%       |
| не визначились   | 0              | 0%       |
| Всього відповіли | 1115           |          |

Розподіл населення за віком у 2011 році:
Динаміка населення: